# Terreno baldio

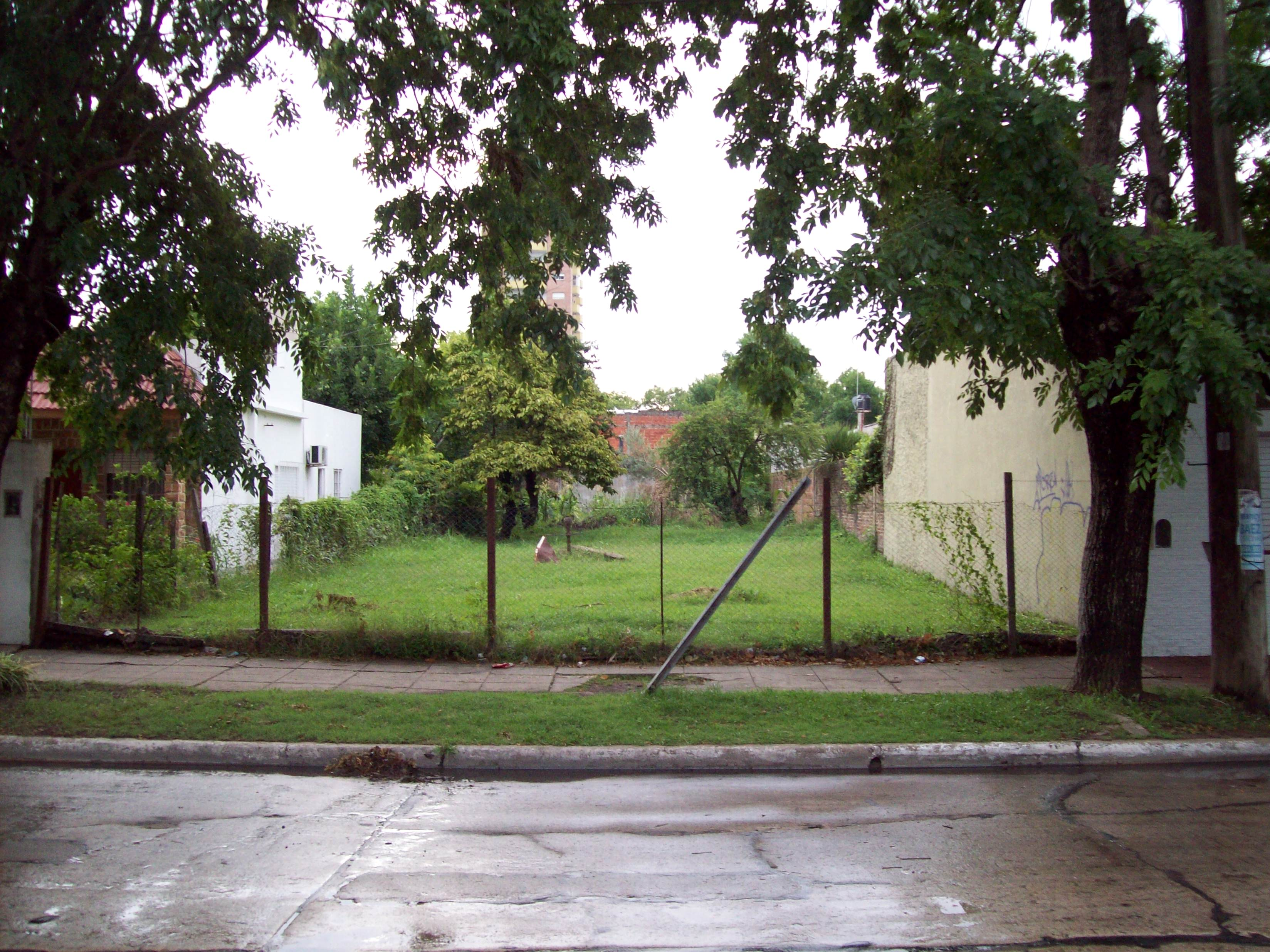
Um terreno baldio em Florencio Varela, na Argentina.

Terreno baldio (do árabe bâTil, "inútil") é um terreno abandonado ou sem dono. Em Portugal e na Galiza, o termo baldio também é utilizado para designar os terrenos geridos por uma comunidade local.

## Terreno abandonado
É caracterizado por falta de manutenção, mato alto, lixo ou entulho. Além de, nele, por vezes, também serem encontrados animais como ratos e baratas. Também é comum a utilização indevida da área por marginais, como por exemplo para desova de cadáveres. É muito utilizado para sexo sem compromisso e estupros. Costuma ser foco de proliferação de mosquitos transmissores de doenças, como o Aedes aegypti.